# Liste der deutschen Botschafter in Äquatorialguinea
Die Liste der deutschen Botschafter in Äquatorialguinea enthält die Botschafter der Bundesrepublik Deutschland in Äquatorialguinea. Von September 2010 bis Juli 2021 existierte eine deutsche Botschaft in Malabo, der Hauptstadt Äquatorialguineas. Zuvor und wieder seit Mitte 2021 war/ist der deutsche Botschafter in Yaoundé (Kamerun) auch in Äquatorialguinea akkreditiert. Die dortige Botschaft ist immer noch für Rechts- und Konsularangelegenheiten zuständig.
Äquatorialguinea eröffnete bereits 2005 eine Botschaft in Berlin.
| Name             | Amtszeit  |
| ---------------- | --------- |
| Michael Klepsch  | 2011–2014 |
| Rainer Münzel    | 2015–2016 |
| Elmar Jakobs     | 2016–2019 |
| Ralph Timmermann | 2019–2021 |